# Јабука (оперета)
Јабука, оперета у три чина Јохана Штрауса Mлађег, коју је написао за прославу 50 година свог уметничког рада.

## Либрето
Гистав Дави (Gustav Davis) и Макс Калбек (Max Kalbeck).

## Праизведба
12. октобар 1894, у Позоришту на реци Вин, Беч

## Ликови и улоге
| Мирко из Градинца () | племић                             | тенор         |
| Васа (Васил) ()      | племић, Мирков брат                | тенор         |
| Миша ()              | богати сељак                       | бас           |
| Јелка ()             | његова ћерка                       | сопран        |
| Петрија ()           | њена тетка                         | мецосопран    |
| Бамбора ()           | богати произвођач скроба из Ријеке | баритон       |
| Анита ()             | његова ћерка                       | сопран        |
| Јошко ()             | државни пленитељ                   | комични тенор |
| Фрањо ()             | пандур у Јошковој пратњи           | баритон       |
| Стакло ()            | крчмар                             | бас           |
| Сава ()              | слуга код Мирка                    | баритон       |

сељаци и сељанке, послуга, народ (хор и балет)

## Место и време
Јужни део Угарске, у српским крајевима, крајем XIX века.

### чин
Годишња светковина „Јабука“ у месту Равица је права прилика за младе људе, да себи нађу брачног друга. По старом српском обичају, девојка која загризе понуђену јабуку, даје на знање младићу да жели да буде његова невеста. Међу мноштвом света који је кренуо на ову светковину и који полако пуни локалну крчму, налазе се и Мирко и Васа, осиромашени племићи из Градинца. Они се надају да ће продајом свог оронулог дворца, богатом фабриканту штирка, Бамбори, намирити своје новчане проблеме. Мирко тада долази на идеју да је још боље решење, ако на „Јабуци“ изабере лепу и богату сељанку. Од Стакла, газде крчме, сазнају да ће на светковину доћи и Јелка, ћерка богатог сељака Мише, која је најлепша у целом крају. И поред упозорења крчмара, Мирко одмах доноси одлуку да освоји Јелку. У том моменту долази и Јошка, судски извршитељ, који је кренуо у Градинац, да би браћи запленио дворац због неизмирених дугова. Док Мирко покушава да, уз пиће, што више задржи Јошку у крчми, Васа дочекује придошлог Бамбору и његову ћерку Аниту и настоји да уговори продају дворца.
Заплет се развија када се поломи кочија којом Миша долази са Јелком и њеном тетком Петријом, што Мирку даје прилику да Јелки понуди помоћ- своја кола – уз малу надокнаду: пољубац. Ову прилику, међутим, квари Јошка, који одмах конфискује Миркову кочију, што размажена и каприциозна Јелка јако исмева. Како би се осветио и добио девојку, Мирко за „царски бакшиш“ договара са Јошком следећи план: извршитељ ће се преобући у барона и Мирковим колима одвести Јелку у његов дворац, уместо у Равицу.
Послуга у дворцу у Градинцу се жали Сави, Мирковом слуги, што не могу да иду на „Јабуку“, јер им газде дугују новац. Долази Мирко, који их смирује и предлаже да се лепо обуку и да светковина буде у његовом дворцу, где сви могу да једу и пију колико их воља. Појављује се и Васа, који обавештава брата да се заљубио у Аниту, Бамборину ћерку.
У дворац стиже и Јелка са Јошком преобученим у барона, који јој каже, по договору са Мирком, да су стигли у Равицу. Угледавши Мирка, Јелка се наљути и после свађе с њим, одлази с Петријом да се одмори. Свечано обучена, на гозбу долази послуга, коју Васа и Мирко представљају Анити и Бамбори као угледно племство, што на њих оставља посебан утисак. Враћа се Јелка и започиње церемонија бирања младе коју води „барон“ Јошко. Он младићима подели јабуке које они за време кола понуде својим изабраницама. Васа и Анита осећају узајамну наклоност и током свечаности истовремено загризају јабуку. Јелка, међутим, јабуку коју јој је понудио Мирко, баца овоме пред ноге и изазива прави скандал. Свађа достиже кулминацију када се на слављу појави Миша, а Јелка сазна да је преварена и доведена у Мирков дворац уместо у Равицу.

### III чин
Народ избацује Мишу из дворца, бесан на њега што им је покварио славље. Бамбора, понашајући се на „грофовски“ начин, безуспешно покушава да смири ситуацију. У добром расположењу, припити Јошка, коме посао опет иде од руке, Бамбори открива истину: његов несуђени зет Васа је сиромашан, а дворац Градинац ће бити заплењен. Из дворца излази Јелка склањајући се од девојака, које јој замерају што је нарушила обичаје и исмејавају је, предлажући јој да уместо с момком, одсад у колу игра са метлом! Наилази Мирко, који Јелку узима у заштиту и отера девојке. Јелка, најзад, признаје сама себи да воли Мирка и узима од њега понуђену јабуку. Појављују се загрљени Анита и Васа и два заљубљена пара, под јабуковим дрветом, добијају благослов родитеља: Бамбора се мири с љубављу коју његова кћи Анита осећа према сиромашном племићу, а Јелкин отац Миша најављује велико славље, срећан због своје мезимице.